# Ždírec nad Doubravou (nádraží)
Ždírec nad Doubravou je železniční stanice v severozápadní části města Ždírec nad Doubravou v okrese Havlíčkův Brod v Kraj Vysočina. Leží na jednokolejné neelektrizované trati Pardubice – Havlíčkův Brod.

## Historie
V roce 1871 dostavěla společnost Rakouská severozápadní dráha (ÖNWB) svou trať navazující na železnici z Liberce v Rosicích nad Labem a pokračující dále přes Chrudim do Havlíčkova Brodu, pravidelný provoz na trati byl zahájen 1. června. Autorem univerzalizované podoby stanic pro celou dráhu byl architekt Carl Schlimp. Trasa byla výsledkem snahy o propojení železničních tratí v majetku ÖNWB jihozápadním směrem, tedy traťových úseků Liberec-Pardubice a hlavního tahu společnosti, železniční trati spojující Vídeň a Berlín.
Po zestátnění ÖNWB v roce 1908 pak obsluhovala stanici jedna společnost, Císařsko-královské státní dráhy (kkStB), po roce 1918 pak správu přebraly Československé státní dráhy.

## Popis
Nachází se zde tři nekrytá úrovňová jednostranná nástupiště, k příchodu k vlakům slouží přechod přes koleje.[zdroj?]
Osobní doprava je tvořena osobními a spěšnými vlaky mezi Havlíčkovým Brodem a Hlinskem v Čechách nebo Pardubicemi. Nákladní dopravu tvoří hlavně obsluha pily Stora Enso Timber s odvozem dřevařských výrobků a ucelených vlaků se štěpkou pro další, zejména papírenské, zpracování.[zdroj?]